# تپه امامزاده جعفر
تپه امامزاده جعفر مربوط به دوران‌های تاریخی پس از اسلام است و در شهرستان بویین زهرا، بخش مرکزی، شمال روستا واقع شده و این اثر در تاریخ ۲۲ مرداد ۱۳۸۴ با شمارهٔ ثبت ۱۳۲۶۰ به‌عنوان یکی از آثار ملی ایران به ثبت رسیده است.